# Allium chrysocephalum
Allium chrysocephalum — вид рослин з родини амарилісових (Amaryllidaceae); ендемік Китаю.

## Опис
Цибулина поодинока, циліндрична, іноді потовщена в основі, діаметром 0.5–1 см; оболонка від блідо-коричневої до коричневої. Листки від широко-лінійних до лінійних, ≈ 1/2 довжини стеблини або рідко майже рівні їй, завширшки 3–10 мм, плоскі. Стеблина 5–25 см, циліндрична, вкрита листовими піхвами лише в основі. Зонтик від півсферичного до кулястого, густо-багатоквітковий. Оцвітина яскраво-жовта; зовнішні сегменти довгасто-яйцеподібні, човноподібні, 5.5–6.5 × 2.2–3 мм; внутрішні довгасто-ланцетні, 7–8 × 2–2.7 мм. Період цвітіння й плодоношення: липень — вересень.

## Поширення
Ендемік Китаю — Ганьсу, Цінхай, північно-західний Сичуань.
Населяє вологі схили, луки; 3400–4800 м